# أمينوسيكلوبيراكلور

, DPX-MAT28
أمينوسيكلوبيراكلور هو مركب كيميائي يُستخدم كمبيد أعشاب انتقائي منخفض السمية. 

## الاستخدامات
يوفر مبيد الأعشاب أمينوسيكلوبيراكلور مكافحة ما قبل وما بعد الظهور للأعشاب عريضة الأوراق، والنباتات الخشبية، والكروم، والأعشاب في العديد من مواقع الاستخدام غير الغذائي مثل الطرق العامة، ومناطق إدارة الحياة البرية، والمناطق الترفيهية، والمراعي، والمروج، وملاعب الجولف، ومزارع العشب.  
نصحت وكالة حماية البيئة الأمريكية وشركة دو بونت المطبقين المحترفين والمستهلكين السكنيين بعدم استخدام مبيد إمبريليس حيث توجد أشجار التنوب الشوحي، أو الصنوبر الأبيض أو بالقرب من العقار الذي تتم معالجته، نظرًا لاحتمال حدوث أضرار لأنواع محددة دائمة الخضرة من النباتات من جراء استعمال مركب الأمينوسيكلوبيراكلور.

## لمحة تاريخية
سجّلت شركة دو بونت براءة اختراع مركب الأمينوسيكلوبيراكلور تحت اسم إمبريليس في أغسطس 2010، واستخدم لأول مرة في خريف عام 2010.

## آلية العمل
يعمل مركب الأمينوسيكلوبيراكلور كمبيد أعشاب جهازي عن طريق تعطيل التعبير الجيني، مما يتسبّب في حدوث انقسام واستطالة غير متمايزة للخلايا النباتية.

## التأثيرات البيئية
يُعد مركب الأمينوسيكلوبيراكلور مبيد أعشاب ثابت شديد السمية يمكن أن يقتل نبات الطماطم بتركيز جزء واحد في المليار، ويؤثر أيضًا على العديد من نباتات الحدائق الأخرى. وغالبًا ما يستخدم كمبيد أعشاب لمنتجي التبن والقش، مما يزيد من احتمالية تلوث روث الخيل وأماكن تربيتها به. وعادة ما يتم الإبلاغ عن تأثيرات مركب الأمينوسيكلوبيراكلور على نباتات الحدائق عند العثور على بقايا ومخلفات المركب في النشارة. 
مبيدات الأعشاب الثابتة هي مجموعة ضيقة من مبيدات الأعشاب المستخدمة لقتل الحشائش ذات الأوراق العريضة والأشواك التي تتنافس على التغذية مع النباتات ومحاصيل الحبوب، ويعني كونها ثابتة أنها لن تتحلل تحت درجات الحرارة المرتفعة في التسميد المحب للحرارة وقد تستغرق أكثر من عامين أو أكثر لكي تتحلل تمامًا.
ويوجد أربعة أنواع من مبيدات الأعشاب الثابتة، وهي:
- بايكلورام: ويُباع تحت عدة أسماء تجارية من بينها غراسلان، وغرازون، وسورمونت، وتوردون.
- كلوبيراليد: ويُباع تحت عدة أسماء تجارية من بينها ستينغر.
- أمينوبيراليد: ويُباع تحت عدة أسماء تجارية من بينها كابستون وشابارال، وكلين ويف، وفورفرونت، وغرازون نكست، ومايلستون، وأوبنسايت، وباستور أول، وسينديرو.
- أمينوسيكلوبيراكلور: ويُباع تحت عدة أسماء تجارية أشهرها إمبريليس.

تُعتبر مبيدات الأعشاب هذه قوية للغاية، وتبلغ معدلات الاستخدام القصوى لها 7-12 أونصة سائلة فقط لكل فدان في السنة.